# カノムチャン

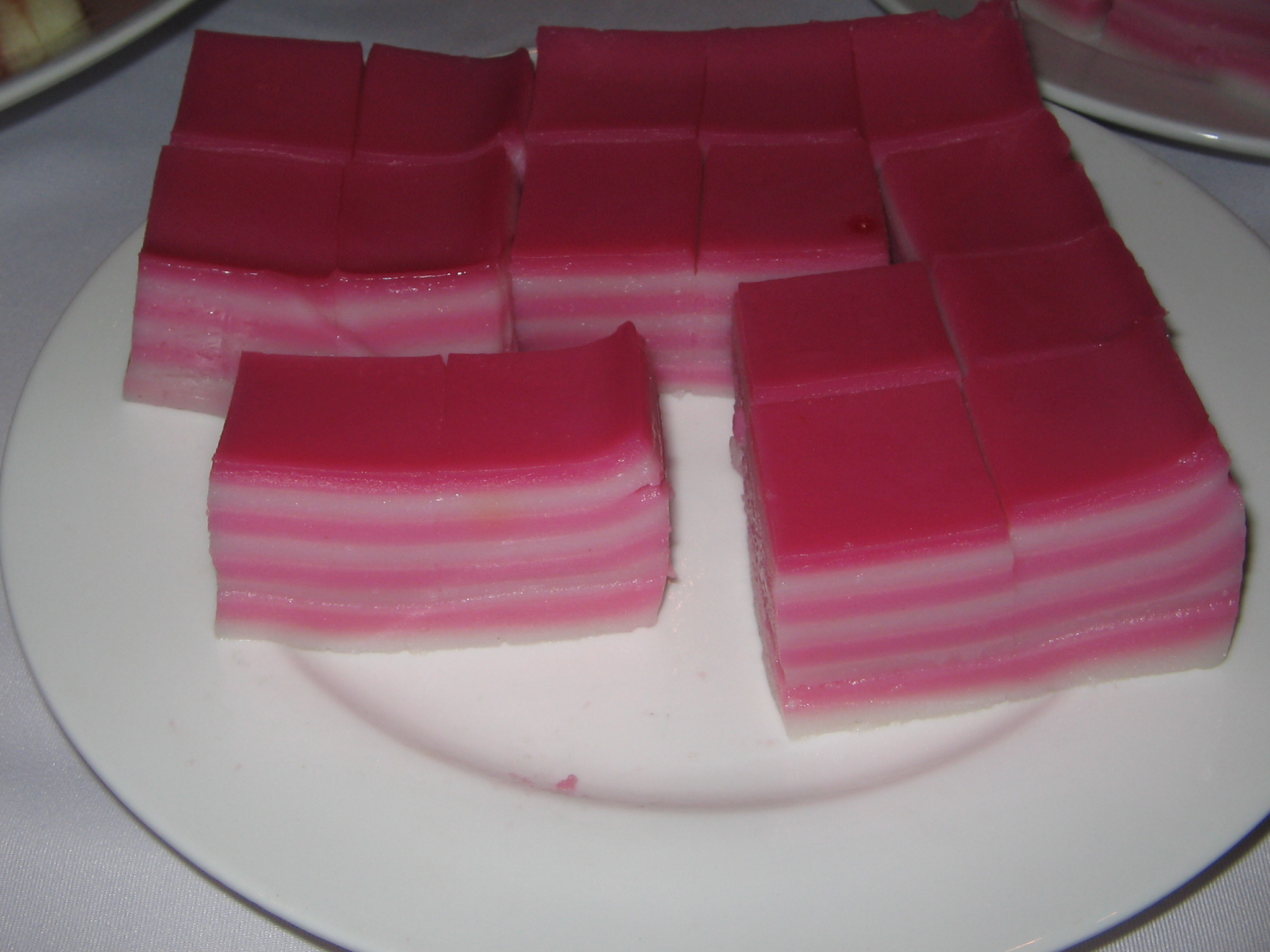
カノムチャンの例

カノムチャン（タイ語: ขนมชั้น, khanom chan）はタイ王国の伝統菓子の一種。タピオカ粉、上新粉、ココナッツミルクから作られる菓子であり、日本のういろう、インドネシアのクエラピスに似る。
タイ語で「カノム」は「菓子」の意味であり、「チャン」は「段」の意味である。色の異なる生地が層をなしているのが外観の特徴となっている菓子である。
クエラピスには3色、4色を使ったカラフルなものも多いが、カノムチャンは全体の色調が統一され、白い層と色の層を交互に重ねて、一層一層がはっきり見えるようにしていることが多い。